# الظهیره
الظهیره (به عربی: الظهیرة) یک منطقهٔ مسکونی در عربستان سعودی است که در ریاض واقع شده‌است.